# Grajaú, Maranhão
Grajaú este un oraș în unitatea federativă Maranhão (MA), Brazilia.